# Къща музей „Емилиян Станев“
Къщата музей „Емилиян Станев“ се намира на ул. „Никола Златарски“ № 20 във Велико Търново.
На 15 март 1979 г. се взема решение за изграждане на музей на Емилиян Станев във Велико Търново. Разположен е на мястото на родната му къща, в близост до Самоводската чаршия и построения от майстор Колю Фичето Хан на хаджи Николи. Административно е подчинен на Националния литературен музей в София.
Изпълненият художествен проект за създаването на музея е на режисьора Въло Радев, в колектив с Иван Халачев, Константин Джидров, Николай Минчев и Скарлет Зидарова. Музейният комплекс обхваща две сгради. Архитектурният проект на къщата музей е на арх. Христо Коев от Елена. Другата сграда е фонд към музея. В нея се съхранява архивът на Емилиян Станев, библиотеката му, лични вещи, има салон за срещи и административна част.
На 5 май 1987 г., в чест на 80-годишнината от рождението на Емилиян Станев, е открит за посещения.
Емилиян Станев живее в тази къща от раждането си през 1907 г. до 1922 г., когато семейството му се преселва в Елена. Нищо от автентичния ѝ вид не е съхранено. Днес само на първия етаж е запазено архитектурното разпределение, за да бъде отделена рождената стая на писателя.